# Mia Engvén
Mia Cecilia Engvén, född 15 oktober 1963, är en svensk översättare. Hon har översatt såväl fack- som skönlitteratur, för såväl barn som vuxna, och är också auktoriserad translator från tyska till svenska.

## Översättningar (urval)
- Lou Andreas-Salomé: Erotik och narcissism (Natur och kultur, 1995)
- Sigmund Freud: Drömtydning (Die Traumdeutung) (innehåller också översättningar av John Landquist) (Natur och kultur, 1996)
- Erhard Dietl: Otto - den lille piraten (Otto, der kleine Pirat) (Bergh, 2002)
- Kilian Saum: Lilla klosterapoteket: medicinalväxter och huskurer i urval (Die kleine Klosterapotheke) (Wahlström & Widstrand, 2007)